# Klaus Riekemann
Klaus Riekemann (født 19. maj 1940 i Dorsten) er en tysk tidligere roer, olympisk guldvinder og dobbelt europamester.
Riekemann roede for RC Germania Düsseldorf. I 1958 blev han sammen med Joachim Berendes og Hans-Dieter Maier vesttysk mester i toer med styrmand. De blev ligeledes europamestre i denne båd, en præstation de gentog året efter.
Ved OL 1960 i Rom stilleden han sammen med Horst Effertz, Jürgen Litz, Gerd Cintl og styrmand Michael Obst op i firer med styrmand som favoritter for det fællestyske hold, idet forskellige tyske sammensætninger i bådtypen havde domineret EM siden forrige OL. I indledende heat vandt de da også planmæssigt og var med ny olympisk rekord mere end fem sekunder hurtigere end næstbedste båd. De vandt også semifinalen sikkert, og finalen vandt de ligeledes sikkert med et forspring på to et halvt sekund til Frankrig på andenpladsen, mens Italien blev nummer tre.
For OL-guldet i 1960 modtog Riekemann Vesttysklands fineste sportshæder, Silbernes Lorbeerblatt, samme år. I 1961 blev han vesttysk mester i firer uden styrmand.

## OL-medaljer
- 1960:  Guld i firer med styrmand